# Model porównawczy sektora publicznego
Model Porównawczy Sektora Publicznego (ang. Public Sector Comparator – PSC) jest wykorzystywany przy realizacji projektów w formule Partnerstwa Publiczno Prywatnego lub Koncesji na roboty budowlane lub usługi.
Jest modelem kosztowym świadczenia usługi przez podmiot publiczny, uwzględniającym wszystkie koszty i nakłady występujące w całym cyklu funkcjonowania danego projektu.
Dostawa usługi następuje w sposób tradycyjny a jej wykonawcą jest podmiot publiczny. Model budowany jest w oparciu o specyfikację danych wyjściowych (końcowych) projektu referencyjnego gwarantującą najlepsze i najbardziej efektywne rozwiązanie dostępne dla podmiotu publicznego przy założeniu możliwości przesunięcia pojawiającego się ryzyka.

## Wykorzystanie PSC
Model Porównawczy Sektora Publicznego przygotowuje się w celu dostarczenia stronie publicznej informacji o wartości dodanej wyrażonej w wartościach pieniężnych, jaką oczekuje się uzyskać w przypadku akceptacji oferty złożonej przez podmiot prywatny.
Służy także jako benchmark w stosunku, do którego ocenia się oferty złożone przez inwestorów prywatnych. Ocena ilościowa nie jest jednak jedyną, której trzeba dokonać w procesie ewaluacji tego typu ofert. Należy również oszacować korzyści jakościowe zawiązania Partnertstwa Publiczno Prywatnego